# Esthonyx
Esthonyx is een geslacht van uitgestorven zoogdieren uit de familie Esthonychidae van de Tillodontia. Dit dier leefde tijdens het Laat-Paleoceen en Vroeg-Eoceen in Noord-Amerika.

## Kenmerken
Esthonyx was de oudst bekende tillodont uit Noord-Amerika. De groep bereikte het continent vermoedelijk in het Laat-Paleoceen vanuit Azië via de landbrug van Beringia. Esthonyx was een herbivoor dier met gekromde klauwen, vergrote voortanden en krachtige kaakspieren. Het gewicht van Esthonyx lag tussen de 10 en 30 kg, waarmee het ongeveer het formaat van een wombat - een dier met min of meer dezelfde lichaamsbouw en leefwijze - had. Het hersenvolume was beperkt.

## Vondsten
Het eerste fossiele materiaal van Esthonyx werd gevonden in het San Juan-bekken in New Mexico en beschreven door Edward Drinker Cope in 1874 als E. bisulcatus. Deze soort leefde in het Wasatchian, het eerste deel van het Eoceen in Noord-Amerika. George Gaylord Simpson beschreef in 1937 E. grangeri op basis van fossiele vondsten in het Clark's Fork-bekken in Wyoming uit het Clarkforkian, het laatste deel van het Noord-Amerikaanse Paleoceen.